# یوکنا (میسیسیپی)
یوکنا (به انگلیسی: Yokena) یک منطقهٔ مسکونی در ایالات متحده آمریکا است که در شهرستان وارن، میسیسیپی واقع شده‌است.